# La Kahena
La Kahena, née en 1992, est une drag queen française d'origine tunisienne qui a notamment participé à la saison 1 de la version française de Drag Race.

## Biographie
Elle commence sa carrière de drag queen en 2016 et prend comme nom La Kahena, en référence à la reine berbère Dihya. Elle fait alors partie de la House of Fugly, auprès de trois autres drag queens : Alice Psycho, Calypso Overkill et Sativa Blaze,. Le groupe se produisait alors au Trac, dans le 13e arrondissement de Paris,. Avec la House Cherie, elle se produit notamment au Superball d'Amsterdam,. Elle participe aussi au Dragathon All Stars. La Kahena participe à la première saison de la Clash of Tatas, dont elle est maintenant l'hôtesse,.
En 2022, elle participe à la saison 1 de Drag Race France, où elle est éliminée dès le premier épisode. Elle est aussi la première drag queen, toutes origines confondues, à performer à l'Institut du monde arabe. En octobre, elle participe, avec une autre reine de la saison 1, La Big Bertha, à un nouveau format du média 750g. Cette année-là, elle intègre la toute nouvelle agence Pop models avec neuf autres reines.
En 2023, elle anime avec Léo le podcast Virgo Views, qui récapitule chaque épisode de la saison 2 de Drag Race France.
En 2024, elle participe à la saison 2 de Canada's Drag Race: Canada vs The World où elle est à nouveau éliminée dès le premier épisode. Elle devient ainsi la première candidate de la franchise à être éliminée en première position dans deux saisons différentes.
En janvier 2025, elle est mise en cause dans une publication Instagram publiée par l'entreprise de création de vêtements PIPA JUST PIPA, pour ne pas avoir payé la confection de huit tenues pour sa participation à Drag Race France entre janvier et février 2022. PIPA JUST PIPA partage également les poursuites judiciaires qu'il a entreprit à l'encontre de La Kahena, suite auxquelles elle est condamnée auprès du tribunal judiciaire de Paris le 16 septembre 2024 à verser à PIPA JUST PIPA l'intégralité des 3 693,13 euros dû, ainsi que 2 180 euros de dommages et intérêts pour les préjudices causés. Dans sa publication, PIPA JUST PIPA déplore le fait que La Kahena n'ait à ce jour toujours pas exécuté sa condamnation. La Kahena ne s'est jamais exprimée sur les réseaux sociaux ou dans la presse sur l'affaire.

## Filmographie

### Télévision
- 2022 : Drag Race France : candidate, dixième place (saison 1)[14] ;
- 2024 : Canada's Drag Race: Canada vs The World: candidate (saison 2)[15]

### Publications
- Nicky Doll, « La Kahena », dans Reines, l'art du drag à la française, Hors collection, 19 octobre 2023 (ISBN 978-2701403977), p. 128-138

### Documentaires
- 2021 : Drag Save the Queen : elle-même ;
- 2023 : Le Phénomène Drag Race France, un an avec les Queens : elle-même.